# Metasia perfervidalis
Metasia perfervidalis is een vlinder uit de familie van de grasmotten (Crambidae), uit de onderfamilie van de Spilomelinae. De wetenschappelijke naam van deze soort is voor het eerst voorgesteld als Pyrausta perfervidalis door George Francis Hampson in een publicatie uit 1913.
De soort komt voor in Gambia, Nigeria, Congo-Kinshasa, Kenia, Malawi en Zuid-Afrika.